# Ruffey-lès-Echirey
Ruffey-lès-Echirey est une commune française située dans le département de la Côte-d'Or en région Bourgogne-Franche-Comté.

## Géographie
Ruffey est situé au nord-nord-est de Dijon, elle fait partie de la communauté de communes Norge et Tille.

### Climat
Pour des articles plus généraux, voir Climat de la Bourgogne-Franche-Comté et Climat de la Côte-d'Or.
En 2010, le climat de la commune est de type climat océanique dégradé des plaines du Centre et du Nord, selon une étude du Centre national de la recherche scientifique s'appuyant sur une série de données couvrant la période 1971-2000. En 2020, Météo-France publie une typologie des climats de la France métropolitaine dans laquelle la commune est exposée à un climat océanique altéré et est dans la région climatique  Bourgogne, vallée de la Saône, caractérisée par un bon ensoleillement (1 900 h/an), un été chaud (18,5 °C), un air sec au printemps et en été et des vents faibles. 
Pour la période 1971-2000, la température annuelle moyenne est de 10,4 °C, avec une amplitude thermique annuelle de 17,3 °C. Le cumul annuel moyen de précipitations est de 751 mm, avec 11 jours de précipitations en janvier et 7,6 jours en juillet. Pour la période 1991-2020, la température moyenne annuelle observée sur la station météorologique de Météo-France la plus proche, « Dijon Toison », sur la commune de Dijon à 6 km à vol d'oiseau, est de 11,5 °C et le cumul annuel moyen de précipitations est de 771,8 mm,. Pour l'avenir, les paramètres climatiques de la commune estimés pour 2050 selon différents scénarios d'émission de gaz à effet de serre sont consultables sur un site dédié publié par Météo-France en novembre 2022.

## Urbanisme

### Typologie
Au 1er janvier 2024, Ruffey-lès-Echirey est catégorisée bourg rural, selon la nouvelle grille communale de densité à 7 niveaux définie par l'Insee en 2022.
Elle est située hors unité urbaine. Par ailleurs la commune fait partie de l'aire d'attraction de Dijon, dont elle est une commune de la couronne,. Cette aire, qui regroupe 333 communes, est catégorisée dans les aires de 200 000 à moins de 700 000 habitants,.

### Occupation des sols
L'occupation des sols de la commune, telle qu'elle ressort de la base de données européenne d’occupation biophysique des sols Corine Land Cover (CLC), est marquée par l'importance des territoires agricoles (90,9 % en 2018), en diminution par rapport à 1990 (93,9 %). La répartition détaillée en 2018 est la suivante :
terres arables (90,9 %), zones urbanisées (7,3 %), zones industrielles ou commerciales et réseaux de communication (1,8 %). L'évolution de l’occupation des sols de la commune et de ses infrastructures peut être observée sur les différentes représentations cartographiques du territoire : la carte de Cassini (XVIIIe siècle), la carte d'état-major (1820-1866) et les cartes ou photos aériennes de l'IGN pour la période actuelle (1950 à aujourd'hui).

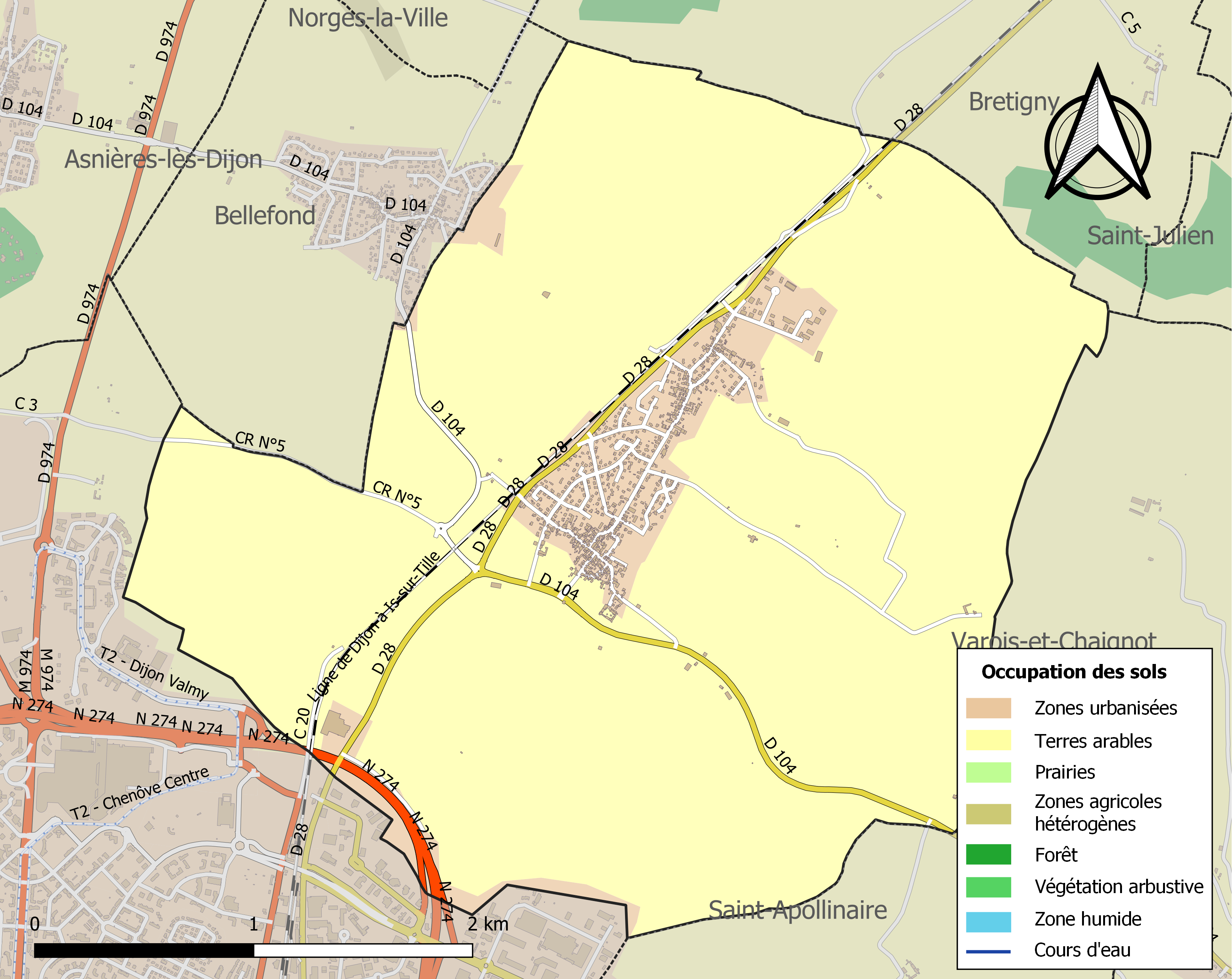
Carte des infrastructures et de l'occupation des sols de la commune en 2018 (CLC).

## Politique et administration

### Liste des maires
| Période                                  | Période   | Identité                    | Étiquette | Qualité         |
| ---------------------------------------- | --------- | --------------------------- | --------- | --------------- |
| 1806                                     | 1806      | Pierre Bussiere             |           |                 |
| 1806                                     | 1807      | Denis Gruardet              |           |                 |
| 1807                                     | 1815      | Nicolas Clair               |           |                 |
| 1815                                     | 1820      | Claude Rouyer               |           |                 |
| 1821                                     | 1829      | Nicolas Clair               |           |                 |
| 1829                                     | 1830      | Jean Blagny                 |           |                 |
| 1830                                     | 1842      | Claude Saussie              |           |                 |
| 1842                                     | 1848      | Claude Fouillard            |           |                 |
| 1848                                     | 1851      | Jean Guillemin              |           |                 |
| 1851                                     | 1852      | Bussiere                    |           |                 |
| 1852                                     | 1870      | Nicolas Midan               |           |                 |
| 1870                                     | 1871      | Jean Guillemin              |           |                 |
| 1871                                     | 1873      | Charles Mercier             |           |                 |
| 1873                                     | 1874      | Nicolas Mercier             |           |                 |
| 1874                                     | 1876      | Nicolas Midan               |           |                 |
| 1876                                     | 1878      | Jean Guillemin              |           |                 |
| 1878                                     | 1879      | Nicolas Mercier             |           |                 |
| 1879                                     | 1884      | Jean Guillemin              |           |                 |
| 1884                                     | 1888      | Henri Joudrier              |           |                 |
| 1888                                     | 1892      | Joseph Brulé                |           |                 |
| 1892                                     | 1896      | François Verlot             |           |                 |
| 1896                                     | 1904      | Pierre Mongeot              |           |                 |
| 1904                                     | 1908      | Claude Midan                |           |                 |
| 1908                                     | 1925      | Philippe Pacotte            |           |                 |
| 1925                                     | 1935      | Georges Godot               |           |                 |
| 1935                                     | 1937      | Arsène Pacotte              |           |                 |
| 1937                                     | 1944      | Léon Voiret                 |           |                 |
| 1944                                     | 1945      | Stéphane Martin             |           |                 |
| 1945                                     | 1947      | Jean-Baptiste Mouillebouche |           |                 |
| 1947                                     | 1974      | Jean Pacotte                |           |                 |
| 1974                                     | mars 1995 | Marcel Milliard             |           |                 |
| mars 1977                                | mars 1995 | Roger Paggi                 |           |                 |
| mars 1995                                | mars 2014 | Michel Blanc                |           |                 |
| mars 2014                                | En cours  | Nadine Mutin                | Droite    | Ingénieure CNRS |
| Les données manquantes sont à compléter. |           |                             |           |                 |

## Démographie
L'évolution du nombre d'habitants est connue à travers les recensements de la population effectués dans la commune depuis 1793. Pour les communes de moins de 10 000 habitants, une enquête de recensement portant sur toute la population est réalisée tous les cinq ans, les populations de référence des années intermédiaires étant quant à elles estimées par interpolation ou extrapolation. Pour la commune, le premier recensement exhaustif entrant dans le cadre du nouveau dispositif a été réalisé en 2004.

En 2022, la commune comptait 1 404 habitants, en évolution de +8,08 % par rapport à 2016 (Côte-d'Or : +0,82 %, France hors Mayotte : +2,11 %).
| 1793 | 1800 | 1806 | 1821 | 1836 | 1841 | 1846 | 1851 | 1856 |
| ---- | ---- | ---- | ---- | ---- | ---- | ---- | ---- | ---- |
| 455  | 494  | 532  | 528  | 574  | 555  | 600  | 599  | 605  |

| 1861 | 1866 | 1872 | 1876 | 1881 | 1886 | 1891 | 1896 | 1901 |
| ---- | ---- | ---- | ---- | ---- | ---- | ---- | ---- | ---- |
| 614  | 651  | 626  | 640  | 668  | 725  | 711  | 632  | 612  |

| 1906 | 1911 | 1921 | 1926 | 1931 | 1936 | 1946 | 1954 | 1962 |
| ---- | ---- | ---- | ---- | ---- | ---- | ---- | ---- | ---- |
| 623  | 620  | 554  | 580  | 568  | 571  | 566  | 662  | 642  |

| 1968 | 1975 | 1982 | 1990 | 1999  | 2004  | 2006  | 2009  | 2014  |
| ---- | ---- | ---- | ---- | ----- | ----- | ----- | ----- | ----- |
| 696  | 763  | 819  | 867  | 1 081 | 1 116 | 1 100 | 1 148 | 1 297 |

| 2019  | 2022  | - | - | - | - | - | - | - |
| ----- | ----- | - | - | - | - | - | - | - |
| 1 328 | 1 404 | - | - | - | - | - | - | - |

## Personnalités liées à la commune
- Auguste Guillemin (1842-1914), professeur de physique, maire d'Alger de 1881 à 1898, est né à Echirey.

## Héraldique
| Blason | Blasonnement : D'or à la fasce d'azur chargée d'une étoile d'argent, aux trois croissants de gueules, 2 en chef et 1 en pointe. |